# Simulium rufibasis
Simulium rufibasis är en tvåvingeart som beskrevs av Enrico Adelelmo Brunetti 1911. Simulium rufibasis ingår i släktet Simulium och familjen knott. Inga underarter finns listade i Catalogue of Life.